# Duché de Wurtemberg
1495–1803
Entités précédentes :
- Comté de Wurtemberg

Entités suivantes :
- Électorat de Wurtemberg

Le duché de Wurtemberg (en allemand Herzogtum Württemberg ou Wirtemberg) était un État du Sud-Ouest de l'Allemagne, issu du comté de Wurtemberg et membre du Saint-Empire romain germanique, qui a existé de 1495 à 1803. Il devient l'électorat de Wurtemberg lors du recès d'Empire du 25 février 1803.

## Histoire
Lors de la diète de Worms, le 21 juillet 1495, le comté de Wurtemberg fut élevé au rang de duché par l’empereur Maximilien Ier. La même année, le duc Eberhard V lui donna son premier « Landesordnung ». Après sa mort en 1496 et le renversement d'Eberhard VI en 1498, Ulrich VI devint duc.

Armoiries en 1498.

Son règne, qui dura jusqu'en 1550, fut marqué par des crises et des soulèvements militaires : ainsi, en 1514, il dut réprimer dans le sang une révolte paysanne contre les hausses d'impôt. En 1519, le duc fut chassé de son duché par les troupes de la ligue de Souabe, commandées par Georg Truchsess de Waldburg-Zeil, parce qu'il avait envahi la ville libre de Reutlingen. Il ne put retrouver son trône qu'en 1534 avec l'aide du landgrave de Hesse Philippe Ier. Il introduisit alors la Réforme au Wurtemberg avec l'aide d'Ambrosius Blarer, Johannes Brenz et Erhard Schnepf. Ils essayèrent d'abord de faire une synthèse entre le luthéranisme et la doctrine de Zwingli, avant de passer complètement au luthéranisme après 1538.
Le duc Christophe (1550 – 1568) continua le développement des structures étatiques qui avaient été établies par Eberhard V à la fin du XVe siècle. De nombreuses lois et règles ont été retravaillées durant son règne. On peut notamment citer le "Grand règlement de l'Église" de 1559, qui codifia tous les règlements tant étatiques que religieux existants.

1593 : Wurtemberg Montbéliard.

Le fils de Christophe, le duc Louis VI, mourut sans enfant en 1593, le duché passa à Frédéric Ier de la lignée des Wurtemberg-Montbéliard. Il conduisit une politique renforçant les pouvoirs la noblesse et, en matière commerciale, poursuivit une ligne résolument mercantiliste, se plaçant clairement en représentant de l'absolutisme naissant. Son architecte, Heinrich Schickhardt, fit ériger de nombreuses œuvres de style Renaissance.
Le Wurtemberg fut l'une des régions les plus concernées par la guerre de Trente Ans qui dura de 1618 à 1648. À partir de 1628, le duché fut sous le contrôle de troupes étrangères. L'édit de Restitution de l'empereur Ferdinand II, en 1629, fit perdre au Wurtemberg environ un tiers de son territoire. Après la bataille de Nördlingen, en 1634, au cours de laquelle l'armée du Wurtemberg se retrouva aux côtés de l'armée suédoise vaincue, le duché fut pillé. Le duc Eberhard IX s'exila à Strasbourg. Durant les années qui suivirent, le pays fut dépeuplé par la pauvreté, la famine et l'épidémie de peste de 1637 : il ne comptait plus que 120 000 habitants en 1648, contre 350 000 en 1618.
Avec le traité de Westphalie signé en 1648, au cours de laquelle l'envoyé du Wurtemberg Johann Konrad Varnbüler négocia la restitution des territoires perdus en 1629, commença la reconstruction des structures économiques et administratives du duché. À la fin du XVIIe siècle, le Wurtemberg allié de l'empereur Léopold Ier participa aux combats entre le Saint-Empire et la France, à la guerre de la Ligue d'Augsbourg, aux cinq guerres autrichiennes contre la Turquie et à la guerre de Succession d'Espagne. L'Ouest du pays fut ravagé à plusieurs reprises par les troupes du général français Ezéchiel de Mélac.
La régence du duc Eberhard-Louis, dont le père mourut seulement neuf mois après sa naissance, fut à la fois un fort contraste et un terrain favorable pour le piétisme wurtembergeois en formation. On peut citer notamment la construction du luxueux château de Ludwigsburg, à partir de 1704, où Eberhard-Louis vivra pendant des années avec sa maîtresse Wilhelmine de Graevenitz, tandis que sa femme continuait à résider à Stuttgart. L'établissement en 1700 de l'Église vaudoise au Wurtemberg et le transfert, à partir de 1724, de la capitale à Ludwigsburg furent également des provocations pour les cercles dirigeants et pour les représentations morales.

1733 : Wurtemberg Winnenthal.

Le successeur d'Eberhard-Louis, dont le seul fils et le seul neveu étaient morts avant lui, fut le converti au catholicisme Charles Ier, de la lignée de Wurtemberg-Winnental. Charles était entré dans l'armée à l'âge de douze ans déjà et avait été nommé général à 33 ans. En raison de ces activités et de son mode de vie, il avait de grands besoins financiers et fit d'un juif, Joseph Süss Oppenheimer, son conseiller financier. À la mort de Charles-Alexandre, en 1737, Joseph Süss Oppenheimer fut enfermé. Son long procès, au cours duquel la haute société protestante déversa toute sa haine contre Oppenheimer le juif et Charles-Alexandre le catholique, se termina par la pendaison d'Oppenheimer dès le 4 février 1738.
Charles II, n'avait que neuf ans à la mort de son père Charles Ier. Il grandit à Bruxelles avant d'être éduqué à Potsdam et Berlin de 1741 à 1744, à la cour de Frédéric le Grand. De son entrée en fonction en 1744 à 1770, Charles II fut un souverain absolutiste et despotique qui ne supportait pas la moindre critique ou opinion divergente. Cette manière tyrannique de régner se reflète notamment dans les premières œuvres de Schiller. Lors de la guerre de Sept Ans, Charles II s'allia avec l'Autriche contre la Prusse. La défaite à l'issue de cette guerre et les résistances politiques qu'elle engendra, ainsi que les difficultés financières issues de son train de vie luxueux, le conduisirent à repenser sa manière de gouverner. Lors de son cinquantième anniversaire, en 1778, il appela lui-même à un nouveau départ. Il démobilisa une partie de l'armée, adopta une attitude retenue en politique extérieure, fit reculer les dépenses de l'État, encouragea la formation et la culture jusqu'à sa mort en 1793. Le peuple attribue encore aujourd'hui ce changement à son second mariage avec Françoise de Hohenheim.
Le duché de Wurtemberg fut élevé en électorat de Wurtemberg lors du recès de la diète perpétuelle d'Empire du 25 février 1803 qui élève le duc de Wurtemberg, Frédéric II, au rang de prince-électeur. L'électorat fut ensuite élevé en royaume de Wurtemberg par Napoléon Ier le 26 décembre 1805.